# 호수돈여자고등학교
호수돈여자고등학교(好壽敦女子高等學校)는 대한민국 대전광역시 중구 용두동에 있는 사립 고등학교이다.

## 학교 연혁
- 1899년 12월 19일 : 미국인 갈월 선교사가 개성에 매일학교(Day School)로 시작하여 개성 여학당이라 칭하고 초대 교장에 취임
- 1908년 8월 26일 : 교명을 호수돈여학교로 칭함
- 1938년 4월 1일 : 교육령 개정으로 호수돈고등여학교라 칭함
- 1941년 4월 8일 : 황면규, 진홍섭이 50만원(당시) 기부금으로 재단법인 명덕학원을 조직하고 교명을 명덕여학교라 칭함
- 1953년 4월 20일 : 6. 25동란으로 대전에서 개교함
- 1954년 2월 : 학칙 변경. 2학급씩 중고 각 6학급, 교명을 호수돈여자중학교, 호수돈여자고등학교로 환원. 첫 학생 모집 공고
- 1957년 5월 15일 : 신축교사 낙성 (구관교사)
- 1969년 10월 21일 : 증축 교사 기공 (건평 1,704평, 신관 교사), 고등학교 학급 증설 인가 (10학급)
- 1976년 8월 19일 : 태창학원 합병 인수 (청양군 청신여중)
- 1979년 5월 15일 : 가정관 준공
- 1980년 5월 15일 : 도서관 준공
- 1980년 10월 13일 : 생활 지도 수련관 준공
- 1983년 11월 10일 : 학관 및 시청각실 준공
- 1987년 12월 19일 : 호수돈 역사관 개관
- 1999년 5월 14일 : 개교 100주년 기념식
- 2001년 2월 28일 : 건물 대보수
- 2009년 12월 30일 : 교과교실제(과학, 수학) 및 자율학교 지정
- 2016년 1월 22일 : 다목적 강당 및 급식실 증축 준공
- 2024년 2월 2일 : 제97회 졸업식 (졸업생 총인원 26,957명)
- 2024년 9월 1일 : 김경미 제18대 교장 취임

## 참고 문헌
- 호수돈여자고등학교 - 한국교육학술정보원 학교알리미

## 같이 보기
- 호수돈여자고등보통학교 여자 정구단